# Tony Ashton
Tony Ashton (1 de março de 1946 — 28 de maio de 2001) foi um pianista, tecladista, cantor, compositor e produtor de rock britânico.

## Discografia selecionada
- Smile — com o The Remo Four (1966, relançado em CD em 1996)
- Ashton, Gardner and Dyke — com Ashton, Gardner and Dyke (1969, relançado em CD em 1995)
- The Worst of Ashton, Gardner and Dyke — com Ashton, Gardner and Dyke (1970 relaçado em CD em 1994)
- The Last Rebel - Soundtrack — música composta por Tony Ashton e Jon Lord, gravada por Ashton, Gardner and Dyke com Jon Lord e a Royal Liverpool Symphony Orchestra (1971, relançado em CD em 2002)
- What a Bloody Long Day It's Been — com Ashton, Gardner and Dyke (1972, relançado em CD em 1994)
- It's Only a Movie — com Family (1973)
- BBC Live in Concert — com Jon Lord (1974, relançado em CD em 1993)
- The First of the Big Bands — com Jon Lord (1974, relançado em CD em 1988)
- Malice in Wonderland — com Ian Paice e Jon Lord (1977)
- Live in Studio — solo (1984, relançado em CD em 1994)
- BBC Live in Concert — com Ian Paice e Jon Lord (1977, relançado em CD em 1992)
- Big Red and Other Love Songs — solo (1995)
- The Big Freedom Dance — solo (1996)
- The Best of Ashton, Gardner and Dyke — com Ashton, Gardner and Dyke (1999)
- Tony Ashton and Friends: Live at Abbey Road (2000)
- Tony Ashton and Friends: Endangered Species Live at Abbey Road (DVD) (2000)